# 上頜動脈
上頜動脈（maxillary artery）是供養顏面深層結構的血管，為外頸動脈的一條分支。

## 結構
上頜動脈源自於外頸動脈的兩條分支中，較粗的那一個分支。分支的起點位於下颌骨頸部，嵌於腮腺當中，穿過下颌支和蝶下頜韌帶間。之後會經過外翼肌的深層或淺層，進入翼腭窩。
上頜動脈支配了顏面的深層構造，並分為下颌部分、蝶骨翼部分，以及翼腭窩部分。

### 第一部分
第一部分水平向前，穿過下顎頸及翼下顎韌帶之間，在耳顳神經下方平行前進。上頜動脈會跨越下齒槽神經，並經過外翼肌下緣。
分支包含
- 耳深動脈（英语：Deep auricular artery）
- 前鼓室動脈（英语：Anterior tympanic artery）
- 中腦膜動脈（英语：Middle meningeal artery）
- 下齒槽動脈（英语：Inferior alveolar artery），會分出頦舌骨分支（英语：mylohyoid branch），最後從頦孔（英语：mental foramen）鑽出。
- 副腦膜動脈（英语：Accessory branch of middle meningeal artery）

### 第二部分
上頜動脈第二部分則在下頷骨支和顳肌附著點的深層和外翼肌的淺層（但常常會出現在在深層）之間傾斜上行，之後會經由外翼肌的兩個起源點間進入顳下窩。
分支包含：
- 嚼肌動脈（英语：masseteric artery）
- 翼動脈（英语：Pterygoid branches of maxillary artery）
- 深顳動脈（英语：Deep temporal arteries）（分為前、後）
- 頰動脈（英语：buccinator artery）

### 第三部分
The third or pterygomaxillary portion lies in the pterygopalatine fossa in relation with the pterygopalatine ganglion.  This is considered the terminal branch of the maxillary artery.
分支包含：
- 翼顎動脈（英语：sphenopalatine artery）（上頜動脈之終末分支）
- 降顎動脈（英语：Descending palatine artery）
- 眼眶下動脈（英语：Infraorbital artery）
- 後上齒槽動脈（英语：Posterior superior alveolar artery）
- 翼管動脈
- 咽動脈（英语：Pharyngeal artery）
- 中上齒槽動脈（英语：Middle superior alveolar artery）
- 前上齒槽動脈（英语：Anterior superior alveolar arteries）
- 腭大動脈（英语：Greater palatine artery）

## 其他圖像

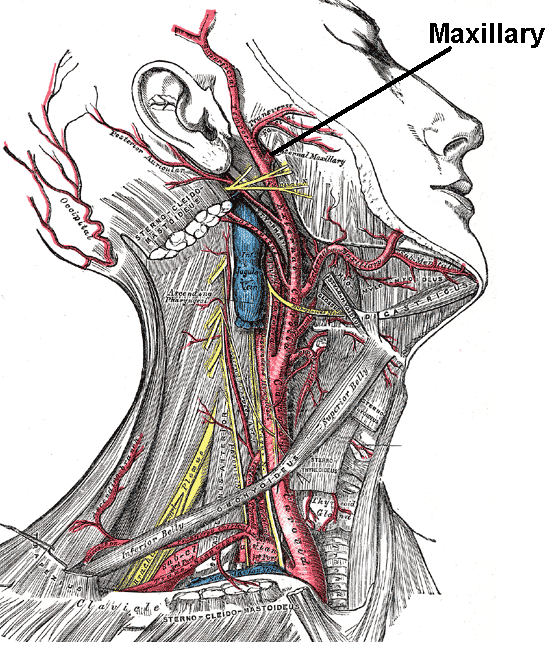
Superficial dissection of the right side of the neck, showing the carotid and subclavian arteries. Origin of maxillary artery is labeled.
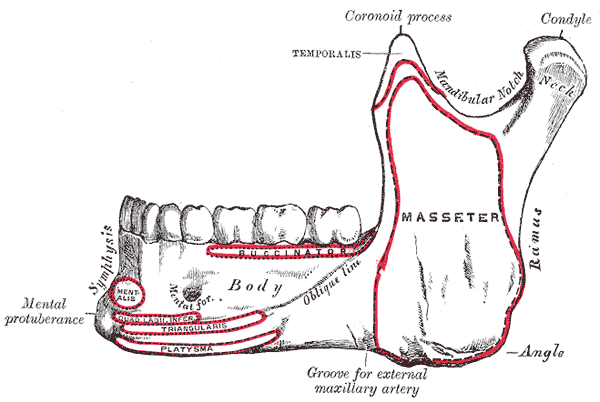
Mandible. Outer surface. Side view.
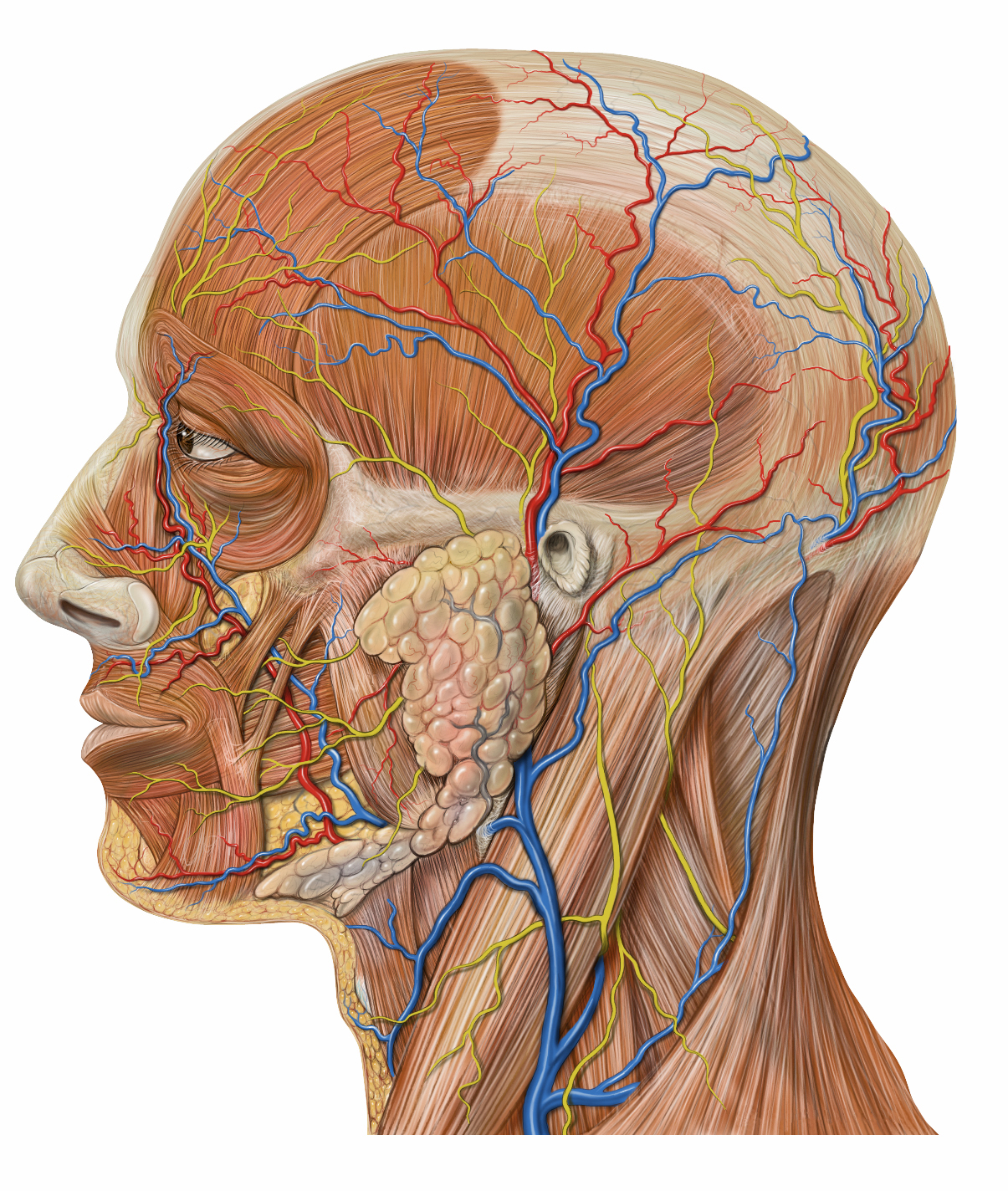
Lateral head anatomy detail
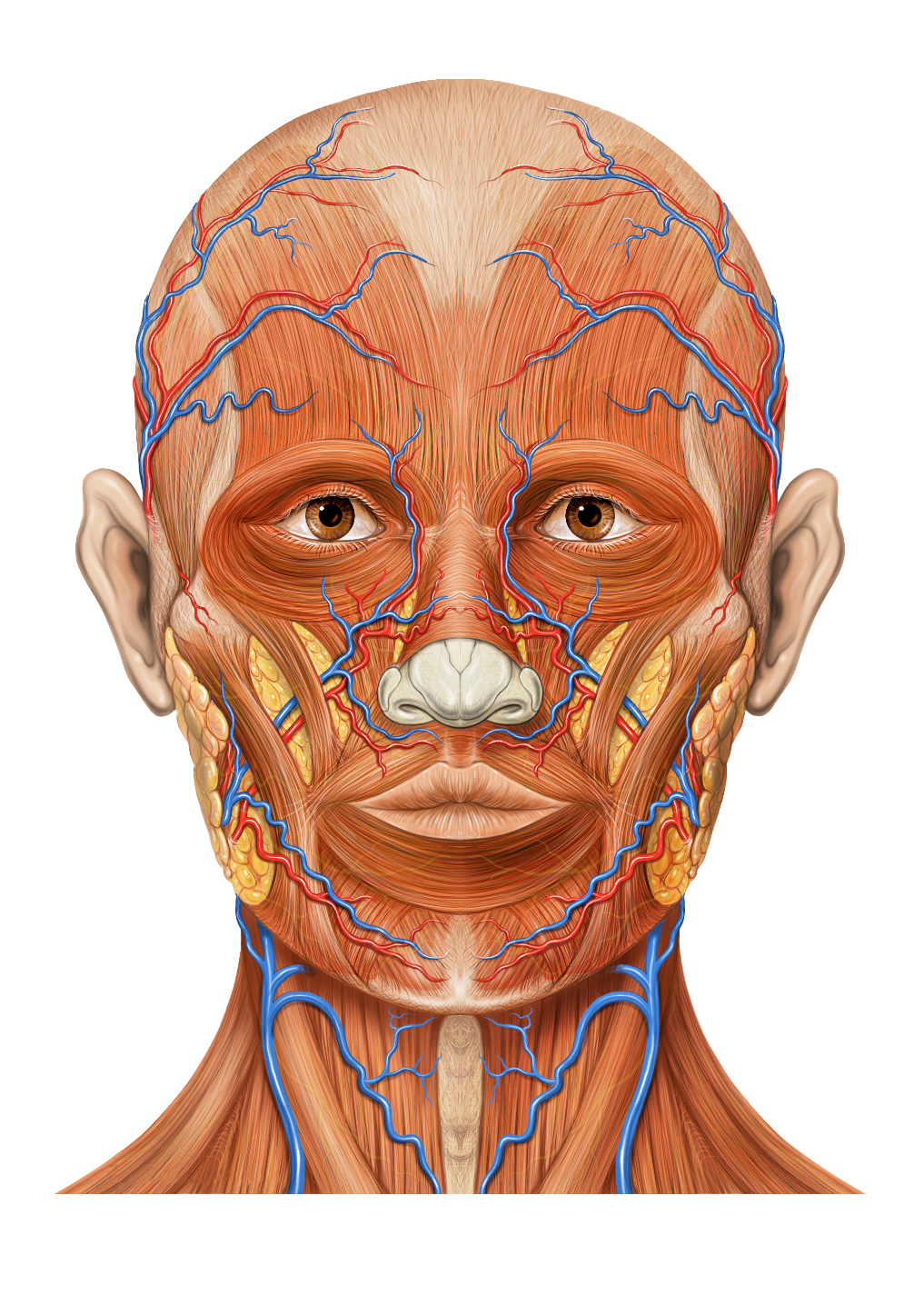
Head anatomy anterior view
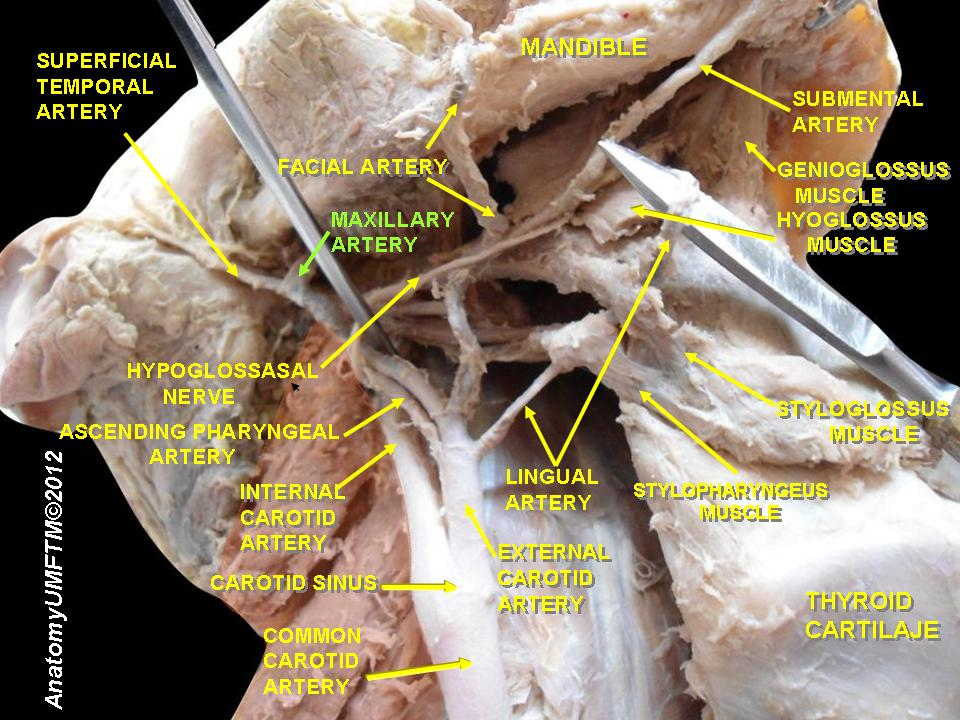
上頜動脈
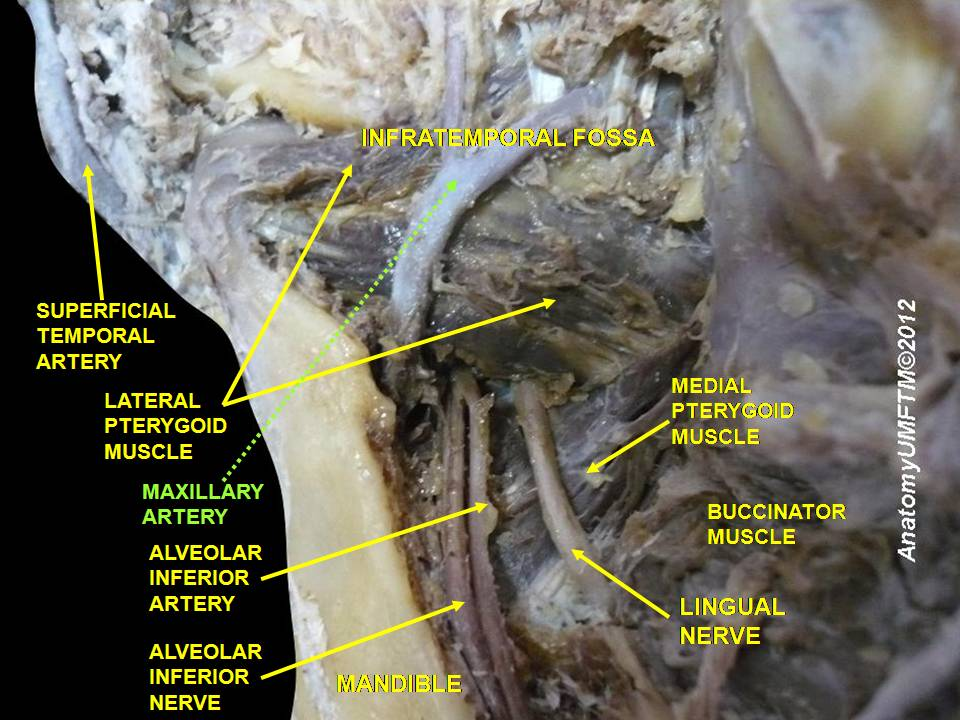
上頜動脈
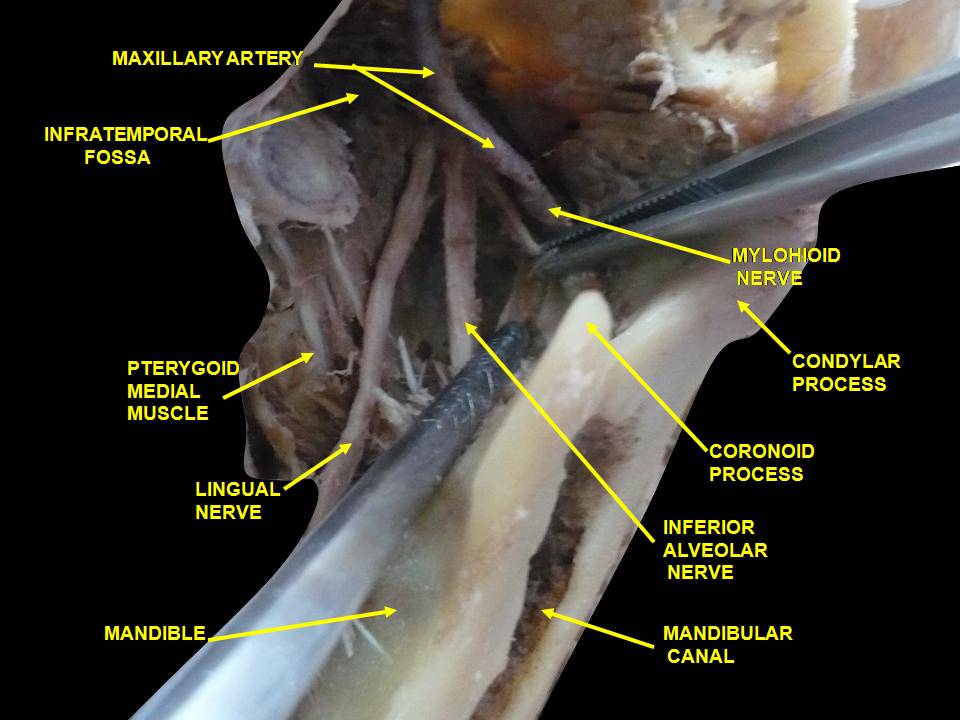
Infratemporal fossa. Lingual and inferior alveolar nerve. Deep dissection. Anterolateral view

## 外部連結
- （英文）lesson4 在韦斯利诺曼的解剖课上（乔治城大学） (parotid4)
- 人体解剖学在线（Human Anatomy Online）网站上的相关图片：27:12-0101 - "Infratemporal Fossa: Branches of the Maxillary Artery"
- MedicalMnemonics.com: 935
- Overview at tufts.edu